# Beregama cordata
Beregama cordata är en spindelart som först beskrevs av Ludwig Carl Christian Koch 1875.  Beregama cordata ingår i släktet Beregama och familjen jättekrabbspindlar.
Artens utbredningsområde är New South Wales. Inga underarter finns listade.